# Carsten Borchgrevink
Carsten Borchgrevink (Christiania, 1º dicembre 1864 – Oslo, 21 aprile 1934) è stato un esploratore norvegese naturalizzato australiano, noto soprattutto per essere stato uno dei primi esploratori dell'Antartide.

## Biografia
Figlio dell'avvocato nobiluomo Henrik Christian Borchgrevink e dell'inglese Anne Ridley, emigrò da giovane in Australia, dove ottenne una cattedra di geografia e Storia delle scienze naturali all'Università di Sydney. Fece il primo viaggio in Antartide al seguito di una spedizione di caccia alla balena nel mare di Ross nel 1894-95. La spedizione era organizzata dal norvegese naturalizzato australiano Henryk Bull.
Nel gennaio 1895 Borchgrevink, il capitano della nave Leonard Kristensen, Henryk Bull e altri cinque membri dell'equipaggio sbarcarono a Capo Adare, primi uomini a mettere piede sul continente antartico.
Al ritorno in Australia Borchgrevink tenne conferenze a Melbourne e a Sydney su questo viaggio, ma in seguito a polemiche e controversie con Henryk Bull lasciò l'Australia e si recò a Londra, dove fece un resoconto del viaggio in Antartide presso la sede dell'International Geographical Congress.

## La spedizione "Southern Cross"
Borchgrevink tornò una seconda volta in Antartide con la spedizione Southern Cross, finanziata dall'editore londinese Sir John Newnes. Componenti della spedizione, chiamata ufficialmente "British Antarctic Expedition" erano 29 uomini, in maggioranza norvegesi (tra cui due Sami incaricati di occuparsi dei cani da slitta), due britannici e il meteorologo belga-australiano Louis Bernacchi, che aveva preso parte alla spedizione Scott del 1901-1904. Il gruppo sbarcò a Capo Adare in febbraio 1899 e si mise subito all'opera per costruire una capanna di legno, la prima costruzione edificata in Antartide, tuttora esistente.
La nave Southern Cross fece quindi rotta verso la Nuova Zelanda, mentre Borchgrevink e altri nove uomini si preparavano a trascorrere l'inverno australe in Antartide. Tra questi vi erano 5 scienziati (tra cui un meteorologo e uno zoologo), un medico, un cuoco e due Sami, oltre a circa 70 cani da slitta. In gennaio del 1900 la nave tornò sul posto per cercarli. Lo zoologo della spedizione, Nicolai Hanson, non sopravvisse all'inverno. Le cause della morte non sono certe, ma vi sono alte probabilità che a provocarla sia stato lo scorbuto, dovuto alla mancanza di vitamina C.

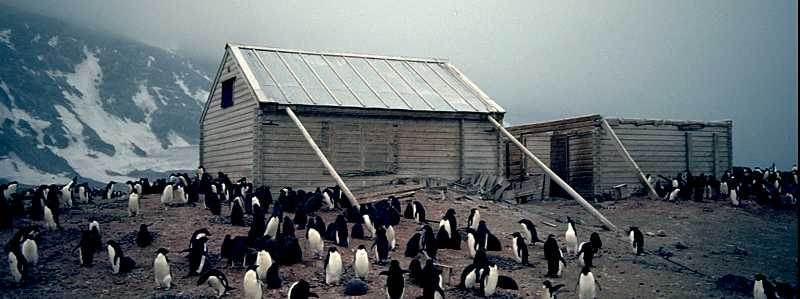
La capanna costruita da Borchgrevink a Capo Adare, fotografata nel 1992

Borchgrevink studiò l'estensione e il movimento del fronte di ghiaccio nella parte settentrionale della baia di Ross, che chiamò The Barrier, oggi chiamata Barriera di Ross. Con un gruppo di uomini riuscì ad attraversare la barriera in corrispondenza della baia delle Balene, una via che già Roald Amundsen aveva indicato come di importanza cruciale per l'ingresso nel nuovo continente. Utilizzarono i cani per spingersi più a sud, stabilendo un nuovo record per il punto più meridionale raggiunto dall'uomo (vedi la voce Farthest South ), stimato alla latitudine di 78°50' Sud.
Dopo il ritorno in Australia in marzo del 1900, Borchgrevink fu fortemente criticato da diversi membri della spedizione per la sua mancanza di autorità, che aveva causato a detta loro molti inconvenienti. In seguito ottenne il comando di una spedizione in Martinica.
Il figlio del fratello Johann, Otto Borchgrevink (1889-1966), fu capitano di nave e leader della spedizione baleniera 1930-31 che consentì di cartografare le coste dell'Antartide dal 51°30′E al 59°0′E, tra cui il Mount Borchgrevink, 2390 metri.

## Riconoscimenti
Nel 1930 Carsten Borchgrevink ricevette la Patron's Medal della Royal Geographical Society per il suo contributo alla conoscenza dell'Antartide. Ricevette riconoscimenti e ricompense anche dagli Stati Uniti e la Norvegia lo insignì dell'Ordine Reale Norvegese di Sant'Olav e dell'Ordine della Bandiera Danese.